# 宇佐町 (大分県)
宇佐町（うさまち）は、大分県宇佐郡にあった町。現在の宇佐市の一部にあたる。

## 地理
御許山北麓に連なる宇佐丘陵の北端に位置していた。
- 河川：藻寄川[2]

## 歴史
- 1889年（明治22年）4月1日、町村制の施行により、宇佐郡南宇佐村、北宇佐村、高森村、小向野村が合併して町制施行し、宇佐町が発足[1][2]。旧村名を継承した南宇佐、北宇佐、高森、小向野の4大字を編成[2]。
- 1920年（大正9年）宇佐町信用購買販売組合設立[2]
- 1955年（昭和30年）3月31日、宇佐郡北馬城村、封戸村（一部）と合併して宇佐町が存続[1][2]。岩崎、西屋敷、金丸、江熊、両戒、出光、山、和気、橋津、日足、青森、東大堀、横田、苅宇田、立石、西木の16大字を加えて20大字となった[2]。
- 1962年（昭和37年）町文化センター竣工[2]。封戸郵便局開局[2]
- 1967年（昭和42年）4月1日、宇佐郡駅川町、四日市町、長洲町と合併し、市制施行して宇佐市を新設して廃止された[1][2]。

## 産業
- 農業[2]

## 交通

### 鉄道
- 1916年（大正5年）宇佐参宮鉄道（のち大分交通宇佐参宮線）が開業[2]。

## 教育
- 1897年（明治30年）中津尋常中学校宇佐分校開校[2]。1899年（明治32年）県立宇佐中学校（現大分県立宇佐高等学校）となる[2]。
- 1914年（大正3年）町立実業補修学校開校[2]

## 名所・旧跡
- 宇佐神宮[2]